# 鮹岩
鮹岩（たこいわ）は、北海道斜里郡斜里町（大字遠音別村字日の出）に属する島。名称は地形がタコに似ていることに由来し、またアイヌ語では大きな岩を意味するポロワタラと呼ばれる。
知床半島の海岸から北西方約50メートル沖にある周囲約300メートル・最高標高約54メートルの無人島である。陸地測量部による1925年の5万分の1仮製図において鮹岩の記載が見える。
海鳥の繁殖地となっていることから、動力船は接近をさけ100メートル以上距離を取るべきとされている。またルシャ沖でシーカヤックに乗る際に、風が止むのを待つための上陸待機地点の一つとして鮹岩があげられている
。